# Wilsonema otophorum
Wilsonema otophorum is een rondwormensoort uit de familie van de Plectidae. De wetenschappelijke naam van de soort is voor het eerst geldig gepubliceerd in 1881 door de Man.